# Canton de Freyming-Merlebach
Le canton de Freyming-Merlebach est une circonscription électorale française située dans le département de la Moselle et la région Grand Est.

## Géographie
Ce canton est organisé autour de Freyming-Merlebach dans l'arrondissement de Forbach-Boulay-Moselle. Son altitude varie de 200 m (Freyming-Merlebach) à 361 m (Guenviller).

## Histoire
Par décret du 18 février 2014, le nombre de cantons du département est divisé par deux, avec mise en application aux élections départementales de mars 2015. Le canton de Freyming-Merlebach est conservé et s'agrandit. Il passe de 10 à 11 communes.

## Langue
D'après un recensement de 1962, le canton comptait 40 à 60 % de locuteurs du francique lorrain. Après cette date, les recensements de l'INSEE ont arrêté de poser la question de la langue maternelle au citoyen enquêté.

## Représentation

### Représentation avant 2015
| Période | Période | Identité           | Étiquette   | Qualité                                                                        |
| ------- | ------- | ------------------ | ----------- | ------------------------------------------------------------------------------ |
| 1967    | 1985    | Charles Metzinger  | DVG puis PS | Professeur certifié Maire de Freyming-Merlebach (1971-1995) Député (1981-1992) |
| 1985    | 2004    | Arthur Albert      | RPR         | Instituteur Maire de Béning-lès-Saint-Avold (1953-2008)                        |
| 2004    | 2015    | Laurent Kleinhentz | PS          | Doctorant en histoire contemporaine Maire de Farébersviller depuis 1989        |

### Représentation à partir de 2015
| Période élective | Période élective | Mandat | Mandat   | Identité               | Nuance | Nuance | Qualité                                                                       |
| ---------------- | ---------------- | ------ | -------- | ---------------------- | ------ | ------ | ----------------------------------------------------------------------------- |
| 2015             | 2021             | 2015   | 2021     | Françoise Goldité      |        | PS     | Professeur de lettres et anglais Conseillère municipale de Freyming-Merlebach |
| 2015             | 2021             | 2015   | 2021     | Laurent Kleinhentz     |        | PS     | Doctorant en histoire contemporaine Maire de Farébersviller                   |
| 2021             | 2028             | 2021   | en cours | Léonce-Henriette Celka |        | MR     | Ancienne employée Maire de Seingbouse                                         |
| 2021             | 2028             | 2021   | en cours | Laurent Muller         |        | LR     | Chargé de conduite de projets Maire de Hombourg-Haut                          |

### Résultats détaillés

#### Élections de mars 2015
À l'issue du 1er tour des élections départementales de 2015, deux binômes sont en ballottage : Stéfanie Coniglio et Bernard Janvier (FN, 39,9 %) et Françoise Goldite et Laurent Kleinhentz (PS, 36,02 %). Le taux de participation est de 40,33 % (9 298 votants sur 23 055 inscrits) contre 44,87 % au niveau départemental et 50,17 % au niveau national.
Au second tour, Françoise Goldite et Laurent Kleinhentz (PS) sont élus avec 56,95 % des suffrages exprimés et un taux de participation de 42,7 % (5 344 voix pour 9 846 votants et 23 057 inscrits).

#### Élections de juin 2021
Le premier tour des élections départementales de 2021 est marqué par un très faible taux de participation (33,26 % au niveau national). Dans le canton de Freyming-Merlebach, ce taux de participation est de 24,95 % (5 419 votants sur 21 718 inscrits) contre 26,75 % au niveau départemental. À l'issue de ce premier tour, deux binômes sont en ballottage : Léonce Henriette Celka et Laurent Muller (Union à droite, 38,67 %) et Françoise Goldite et Laurent Kleinhentz (PS, 35,52 %).
Le second tour des élections est marqué une nouvelle fois par une abstention massive équivalente au premier tour. Les taux de participation sont de 34,36 % au niveau national, 27,16 % dans le département et 26,92 % dans le canton de Freyming-Merlebach. Léonce Henriette Celka et Laurent Muller (Union à droite) sont élus avec 51,53 % des suffrages exprimés (2 850 voix pour 5 848 votants et 21 722 inscrits),,. 

## Composition

### Composition avant 2015

Situation du canton de Freyming-Merlebach dans l'Arrondissement de Forbach, avant 2015.

Le canton de Freyming-Merlebach groupait 10 communes.
| Nom                            | Code Insee | Codepostal | Superficie (km2) | Population (dernière pop. légale) | Densité (hab./km2) |
| ------------------------------ | ---------- | ---------- | ---------------- | --------------------------------- | ------------------ |
| Freyming-Merlebach (chef-lieu) | 57240      | 57800      | 9,06             | 13 122 (2012)                     | 1 448              |
| Barst                          | 57052      | 57450      | 5,79             | 566 (2012)                        | 98                 |
| Béning-lès-Saint-Avold         | 57061      | 57800      | 3,69             | 1 216 (2012)                      | 330                |
| Betting                        | 57073      | 57800      | 4,45             | 847 (2012)                        | 190                |
| Cappel                         | 57122      | 57450      | 5,97             | 689 (2012)                        | 115                |
| Farébersviller                 | 57207      | 57450      | 6,88             | 5 692 (2012)                      | 827                |
| Guenviller                     | 57271      | 57470      | 4,74             | 679 (2012)                        | 143                |
| Henriville                     | 57316      | 57450      | 3,95             | 729 (2012)                        | 185                |
| Hoste                          | 57337      | 57510      | 9,47             | 636 (2012)                        | 67                 |
| Seingbouse                     | 57644      | 57455      | 8,05             | 1 900 (2012)                      | 236                |

### Composition depuis 2015
Le nouveau canton de Freyming-Merlebach comprend onze communes entières.
| Nom                                        | Code Insee | Intercommunalité         | Superficie (km2) | Population (dernière pop. légale) | Densité (hab./km2) | Modifier                                    |
| ------------------------------------------ | ---------- | ------------------------ | ---------------- | --------------------------------- | ------------------ | ------------------------------------------- |
| Freyming-Merlebach (bureau centralisateur) | 57240      | CC de Freyming-Merlebach | 9,06             | 13 069 (2022)                     | 1 442              | modifier les données · modifier les données |
| Barst                                      | 57052      | CC de Freyming-Merlebach | 5,79             | 571 (2022)                        | 99                 | modifier les données · modifier les données |
| Béning-lès-Saint-Avold                     | 57061      | CC de Freyming-Merlebach | 3,69             | 1 133 (2022)                      | 307                | modifier les données · modifier les données |
| Betting                                    | 57073      | CC de Freyming-Merlebach | 4,45             | 860 (2022)                        | 193                | modifier les données · modifier les données |
| Cappel                                     | 57122      | CC de Freyming-Merlebach | 5,97             | 679 (2022)                        | 114                | modifier les données · modifier les données |
| Farébersviller                             | 57207      | CC de Freyming-Merlebach | 6,88             | 5 226 (2022)                      | 760                | modifier les données · modifier les données |
| Guenviller                                 | 57271      | CC de Freyming-Merlebach | 4,74             | 681 (2022)                        | 144                | modifier les données · modifier les données |
| Henriville                                 | 57316      | CC de Freyming-Merlebach | 3,95             | 753 (2022)                        | 191                | modifier les données · modifier les données |
| Hombourg-Haut                              | 57332      | CC de Freyming-Merlebach | 12,25            | 6 122 (2022)                      | 500                | modifier les données · modifier les données |
| Hoste                                      | 57337      | CC de Freyming-Merlebach | 9,47             | 572 (2022)                        | 60                 | modifier les données · modifier les données |
| Seingbouse                                 | 57644      | CC de Freyming-Merlebach | 8,05             | 1 695 (2022)                      | 211                | modifier les données · modifier les données |
| Canton de Freyming-Merlebach               | 5709       |                          | 74,30            | 31 361 (2022)                     | 422                | modifier les données                        |

## Démographie

### Démographie avant 2015
| 1975   | 1982   | 1990   | 1999   | 2006   | 2011   | 2012   |
| ------ | ------ | ------ | ------ | ------ | ------ | ------ |
| 29 406 | 29 891 | 28 938 | 28 340 | 26 786 | 26 052 | 26 076 |

### Démographie depuis 2015
En 2022, le canton comptait 31 361 habitants, en évolution de −2,85 % par rapport à 2016 (Moselle : +0,52 %, France hors Mayotte : +2,11 %).
| 2013   | 2018   | 2022   |
| ------ | ------ | ------ |
| 32 906 | 31 709 | 31 361 |